# Bogdanovics
Bogdanovics (orosz nyelven: Богданович) város Oroszország európai részén, a Szverdlovszki területen. Vasúti csomópont, a Bogdanovicsi járás székhelye.
Lakossága: 30 670 fő (a 2010. évi népszámláláskor).

## Elhelyezkedése
A Középső-Urál keleti, ún. Urálon túli részén (Zauralje) épült. A Szverdlovszki terület dél részén, Jekatyerinburg területi székhelytől autóúton 95 km-re keletre helyezkedik el, a Kunara (a Pisma mellékfolyója) jobb partján. Vasútállomás és csomópont a Transzszibériai vasútvonal Jekatyerinburg–Tyumeny közötti szakaszán. A városon vezet át az R351-es főút (oroszul: ).
A várost a vasút két részre osztja: északon folyik a Kunara, mely Gluhovo és Averino falut elválasztja az ipari negyedtől; a déli részen található a történelmi városmag a vasútállomással, valamint a többszintes épületekből álló közigazgatási és kereskedelmi központ a lakótelepekkel. A külső területek nagy része földszintes faház.

## Története
1883–1885 között, a Jekatyerinburg–Tyumeny nyugat–kelet irányú vasútvonal (napjainkban a Transzszibériai vasútvonal része) építésekor keletkezett, kezdetben Averino (Overino) állomás néven. 1885-ben Je. V. Bogdanovics tábornokról nevezték el, aki az 1860-as évek végén felmérte és elkészítette a keletről Szibériába vezető vasútvonal tervét. 1911 és 1916 között észak felé (a mai Kamenszk-Uralszkijig) és dél felé is (a mai Artyomovszkijig) vasútvonal épült, és Bogdanovics jelentős vasúti csomóponttá alakult.
Az 1930-as évek elején talpfakészítő és -impregnáló gyárat, tejipari és húsfeldolgozó üzemet alapítottak. A helyben bányászott agyag felhasználásával tűzállóanyag-gyárat létesítettek, mely a világháború idején az uráli gyárakat látta el tűzálló anyagokkal. Bogdanovics 1947-ben városi rangot kapott. 1969-ben kezdték építeni, olasz berendezésekkel látták el és 1973-ban adták át a város fontos ipari létesítményét, a fajansz- és porcelánáruk gyárát. Később a magánkézbe került gyár csődbe ment, és 2010-ben bezárták.